# Ectropothecium brevifalcatum
Ectropothecium brevifalcatum är en bladmossart som beskrevs av Kindberg 1888. Ectropothecium brevifalcatum ingår i släktet Ectropothecium och familjen Hypnaceae. Inga underarter finns listade i Catalogue of Life.